# Битка на железном мосту
Битка на железном мосту одиграла се октобра 637. године између Византијског царства са једне и Праведног калифата са друге стране. Битка је део арапског освајања Сирије и Египта и завршена је победом муслимана. Назив је добила по мосту на реци Оронт у близини Антиохије.

## Позадина
Рашидунска војска постигла је одлучујућу победу у бици код Јармука. Након ове победе, успели су да преузму контролу над Левантом. Јерусалим је након тога био убрзо освојен. Рашидунске снаге су затим одмарширале на север, освајајући друге делове Леванта. Оне су продреле у северну Сирију близу својих граница са Анадолијом, са намером да освоје Антиохију, и да осигурају освојене земље од било какве могуће претње са севера. Након освајања Алепа, Абу Убајда ибн ел Џара послао је колону под Маликом ел Аштаром да заузме Азаз у северној Сирији, источно од планине Таурус. Заробљавање и чишћење Азаза од Византијаца било је неопходно како би се осигурало да ниједна велика византијска формација не остане северно од Алепа, одакле би могла напасти бок и задњу страну рашидунске војске током операције усмерене на освајање Антиохије. Чим се Малик придружио војсци, Абу Убајда је одмарширао према западу како би заузео Антиохију, заједно са Халидом ибн Валидом који је предводио заштитницу која је на свом челу била предвођена његовом покретном стражом. Војска је кренула ка западу директно из Алепа преко Харима и приближила се Антиохији са истока.

## Битка
Након победе у бици на Јармуку и освајања Алепа, муслиманска војска је наставила напредовање на север у дубину византијске територије. О току и детаљима битке постоје релативно оскудни подаци, али је у њој однела победу муслиманска војска те је тако опколила Антиохију, највећи град у Сирији и један од највећих градова Византије. Опсада је кратко трајала. Гарнизон је предао град муслиманима у замену за слободан пролаз. Антиохија је освојена 30. октобра 637. године.

## Последице
Након предаје Антиохије, Рашидунске снаге у колонама су се померале јужно дуж медитеранске обале и успеле да заузму Латакију, Џабалу и Тартус (Сирија) и тако заузеле највећи део северозападне Сирије. Остале снаге које су се прикупиле послане су како би се сломио преостали отпор у северној Сирији. Халид ибн Валид је послат са коњицом у поход према истоку, све до Еуфрата у близини Манбиџа, али није нашао на никакв отпор. Поход је окончан почетком јануара 638. године. Након пораза про-византијских хришћанских Арапа из Ал Џазире, који су прекинули опсаду Емесе у марту 638., Абу Убајда је послао више колона војске под Халид ибн Валид и Ајад ибн Ганам да заузму Џазиру у близини Сиријске границе и у Анадолији. Ове колоне су кретале на север до Араратске равнице и западно према планинама Таурус. Планине Таурус у Турској су тако постале најзападнија граница Рашидунског калифата у Анадолији.